# Amidstickstoff

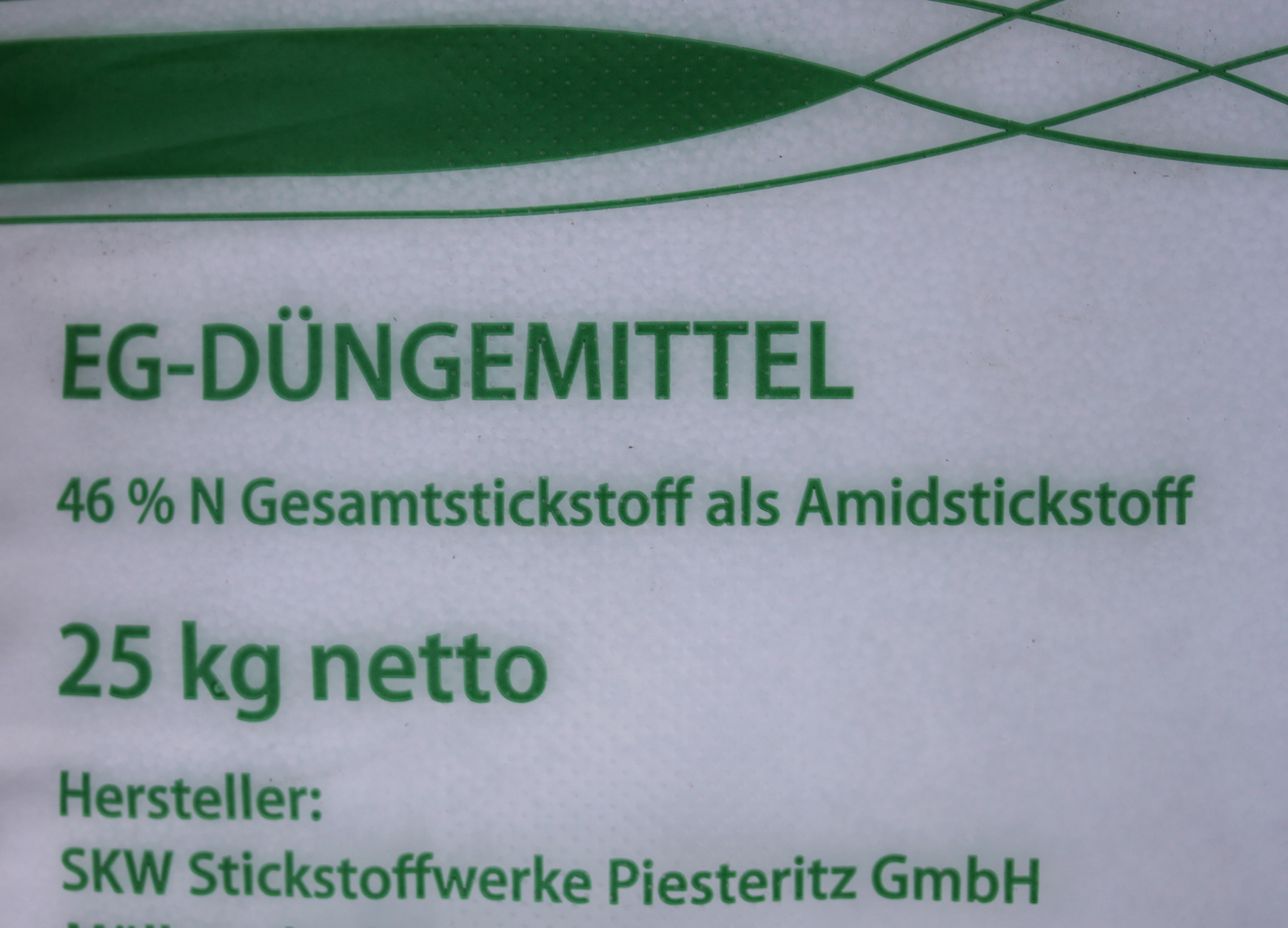
Bei Harnstoff liegt der gesamte Stickstoff in Form von Amidstickstoff vor

Als Amidstickstoff wird der in der Form von Amiden vorhandene Stickstoffanteil in einer Verbindung bezeichnet. Bei Düngern bezeichnet er meist den Stickstoffanteil, der im Harnstoff vorkommt. Die Bezeichnung wird zur Unterscheidung von anderen Stickstoffanteilen in Düngern wie Ammoniumstickstoff oder Nitratstickstoff verwendet. Die Summe der verschiedenen Stickstoffanteile ergibt den Gesamtstickstoff eines Düngers. Die Angabe des Stickstoffanteils eines Düngers erlaubt einen einfachen Vergleich von verschiedenen Düngern; auch Produktionsmengen von Düngern werden oft aus Basis des Stickstoffanteils veröffentlicht.
Amidstickstoff in Stickstoffdüngern ist nicht direkt pflanzenverfügbar und muss im Boden durch einen als Nitrifikation bezeichneten enzymatischen Prozess mittels Urease und anderen Enzymen über Ammonium (NH4+) in Nitrit (NO2−) und Nitrat (NO3−) umgewandelt werden.
{\displaystyle \mathrm {H_{2}N{-}CO{-}NH_{2}+2\ H_{2}O\longrightarrow 2\ NH_{4}^{+}+CO_{3}^{2-}} }
{\displaystyle \mathrm {2\ NH_{4}^{+}+3\ O_{2}\longrightarrow \ 2\ NO_{2}^{\,-}+\ 4\ H^{+}+2\ H_{2}O} }
{\displaystyle \mathrm {2\ NO_{2}^{\,-}+\ O_{2}\longrightarrow \ 2\ NO_{3}^{\,-}} }
Dabei können bei höheren pH-Werten Verluste auftreten, wenn Ammoniak (NH3) oder Stickstoff gasförmig entweicht.